# Aeroportul Belo sur Tsiribihina
Aeroportul Belo sur Tsiribihina (IATA: BMD, ICAO: FMML) este un aeroport din Regiunea Menabe, Madagascar ce deservește zona Belon'i Tsiribihina⁠(d).
Situat la o altitudine de 47 m, aeroportul dispune de o singură pistă.